# Nobuo Nakatsu
Nobuo Nakatsu (jap. 中津信雄, Nakatsu Nobuo, ur. 27 grudnia 1958) – japoński skoczek narciarski. Najlepsze wyniki w Pucharze Świata osiągnął w sezonie 1981/1982, kiedy zajął 51. miejsce w klasyfikacji generalnej.

## Puchar Świata w skokach narciarskich

### Miejsca w klasyfikacji generalnej
| Sezon     | Miejsce |
| --------- | ------- |
| 1980/1981 | 66.     |
| 1981/1982 | 51.     |